# HD155793
HD155793 — хімічно пекулярна зоря спектрального класу A3, що має видиму зоряну величину в смузі V приблизно  8,8.
Вона  розташована на відстані близько 921,3 світлових років від Сонця.